# Lone Grove
Lone Grove és una ciutat dels Estats Units a l'estat d'Oklahoma. Segons el cens del 2000 tenia 4.631 habitants.

## Demografia
Segons el cens del 2000, Lone Grove tenia 4.631 habitants, 1.673 habitatges, i 1.345 famílies. La densitat de població era de 63,7 habitants per km².
Dels 1.673 habitatges en un 43,8% hi vivien nens de menys de 18 anys, en un 65,2% hi vivien parelles casades, en un 11,6% dones solteres, i en un 19,6% no eren unitats familiars. En el 17% dels habitatges hi vivien persones soles el 6% de les quals corresponia a persones de 65 anys o més que vivien soles. El nombre mitjà de persones vivint en cada habitatge era de 2,76 i el nombre mitjà de persones que vivien en cada família era de 3,11.
Per edats la població es repartia de la següent manera: un 30,9% tenia menys de 18 anys, un 8,4% entre 18 i 24, un 30,2% entre 25 i 44, un 21,6% de 45 a 60 i un 8,9% 65 anys o més.
L'edat mediana era de 33 anys. Per cada 100 dones de 18 o més anys hi havia 93,6 homes.
La renda mediana per habitatge era de 31.846 $ i la renda mediana per família de 38.800 $. Els homes tenien una renda mediana de 30.365 $ mentre que les dones 17.598 $. La renda per capita de la població era de 13.125 $. Entorn del 14% de les famílies i el 15% de la població estaven per davall del llindar de pobresa.

## Poblacions més properes
El següent diagrama mostra les poblacions més properes.